# Malthopsis gnoma
Malthopsis gnoma är en fiskart som beskrevs av Bradbury, 1998. Malthopsis gnoma ingår i släktet Malthopsis och familjen Ogcocephalidae. Inga underarter finns listade i Catalogue of Life.